# Mangrol
Mangrol là một thành phố và khu đô thị của quận Junagadh thuộc bang Gujarat, Ấn Độ.

## Địa lý
Mangrol có vị trí 21°07′B 70°07′Đ / 21,12°B 70,12°Đ Nó có độ cao trung bình là 18 mét (59 feet).

## Nhân khẩu
Theo điều tra dân số năm 2001 của Ấn Độ, Mangrol có dân số 55.094 người. Phái nam chiếm 51% tổng số dân và phái nữ chiếm 49%. Mangrol có tỷ lệ 58% biết đọc biết viết, thấp hơn tỷ lệ trung bình toàn quốc là 59,5%: tỷ lệ cho phái nam là 69%, và tỷ lệ cho phái nữ là 48%. Tại Mangrol, 16% dân số nhỏ hơn 6 tuổi.